# Découvertes Gallimard
Découvertes Gallimard ([dekuvɛʁt ɡalimaːʁ]; wörtlich „Entdeckungen Gallimard“; in Deutschland: Abenteuer Geschichte) ist eine Taschenbuch-Reihe des französischen Verlags Éditions Gallimard. Die bilderreich gemachte Reihe thematisiert Geschichte, Archäologie, Kultur, Kunst, Religion, Wissenschaft von der Antike bis in die Neuzeit für Kinder und Jugendliche.
Der Verleger Pierre Marchand erfand die Serie für den Pariser Verlag Éditions Gallimard. Der erste Band behandelte das Alte Ägypten und erschien am 21. November 1986. Die Serie wurde ein großer Erfolg und monatlich erschienen ein bis zwei neue Titel. Bislang sind über 700 Bücher von über 500 Autoren veröffentlicht worden (Stand 2017). Diverse Bände wurden in mehr als 20 Sprachen übersetzt. In Deutschland verlegte der Ravensburger Buchverlag Otto Maier von 1990 bis 1995 51 Stück als Abenteuer Geschichte.

## Galerie

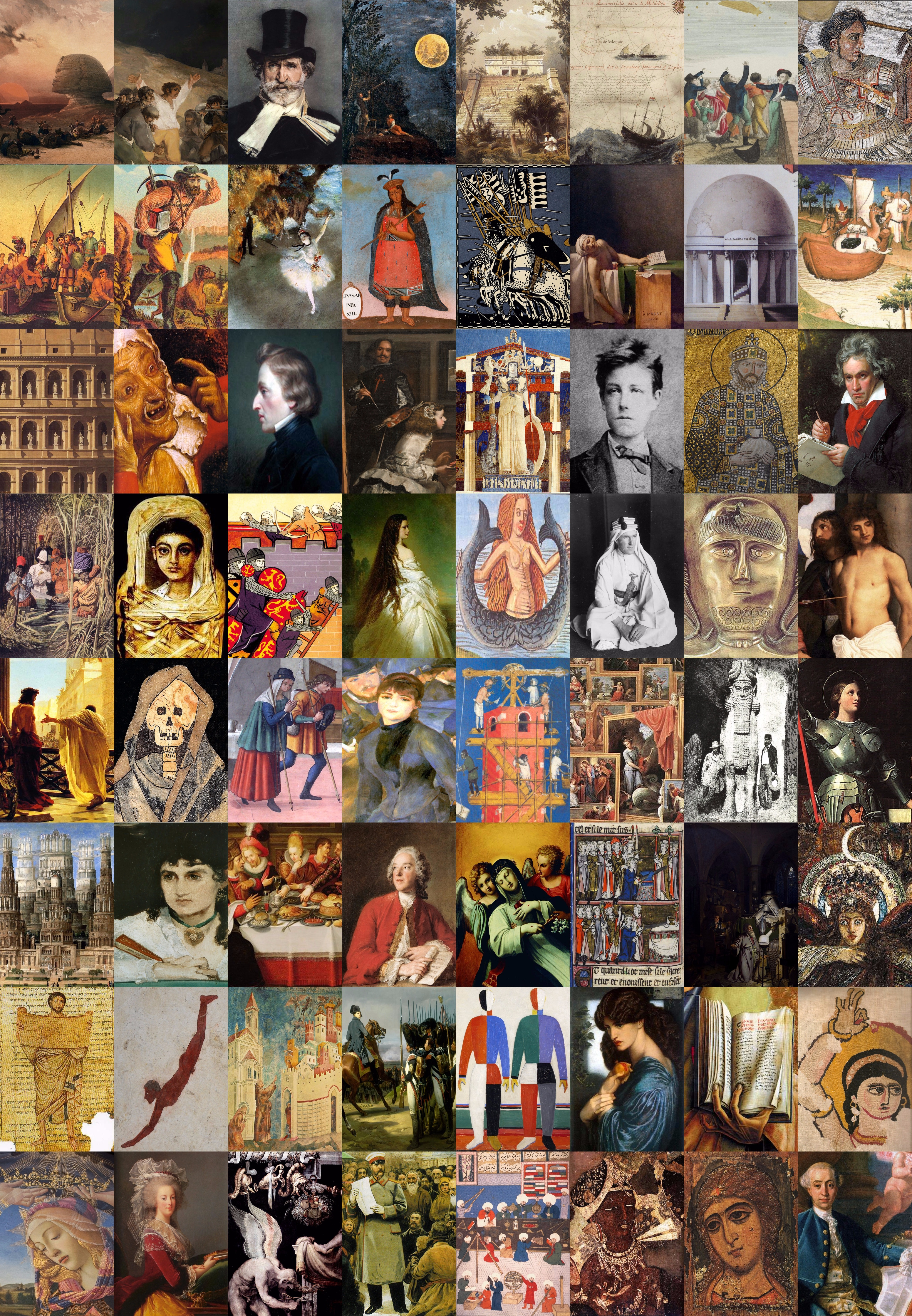
Bilder als Umschlagmotive für die Bücher von der Reihe „Découvertes Gallimard“
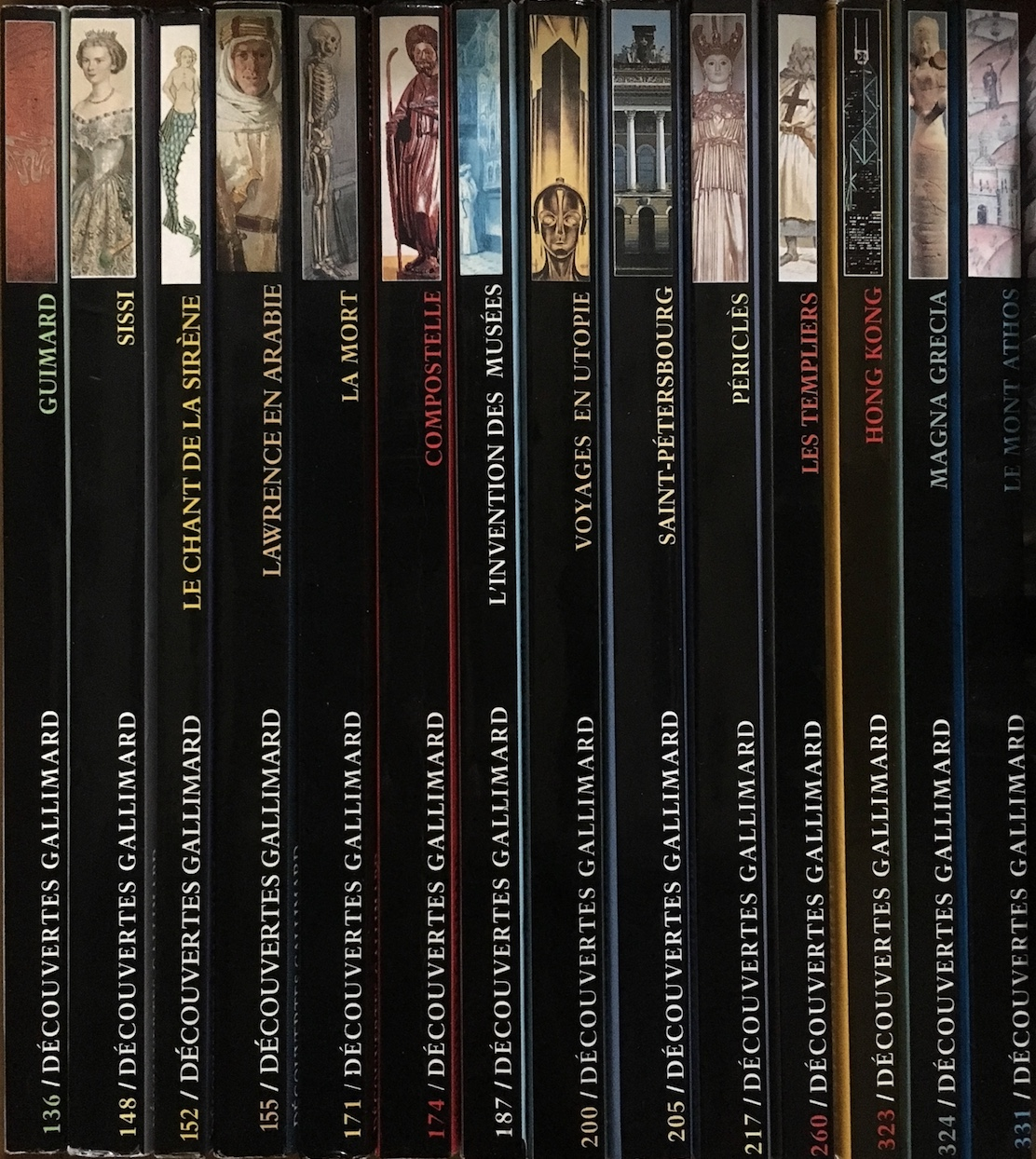
Buchrücken (alte Ausgabe)
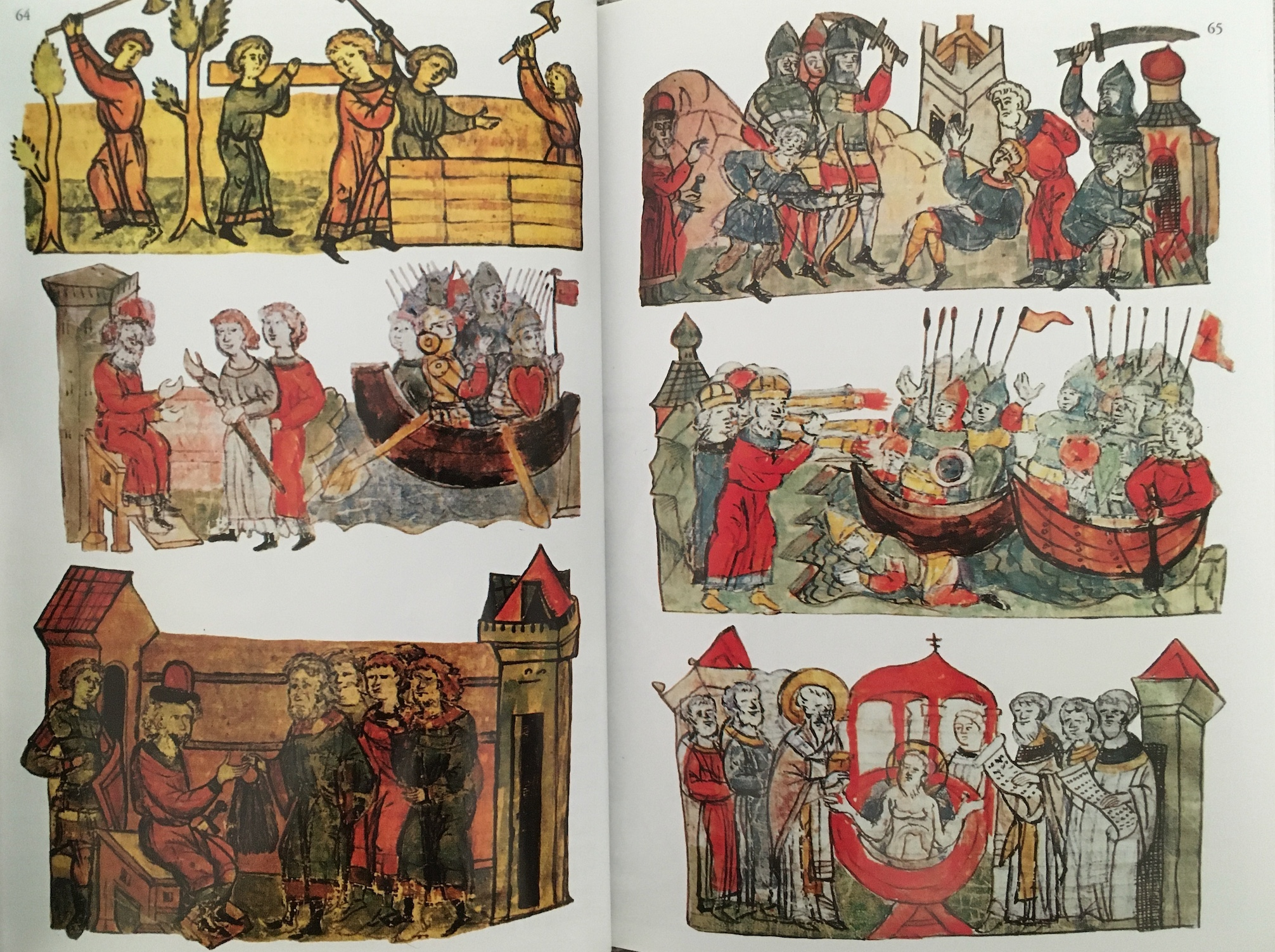
Die Wikinger (Bd. 4)
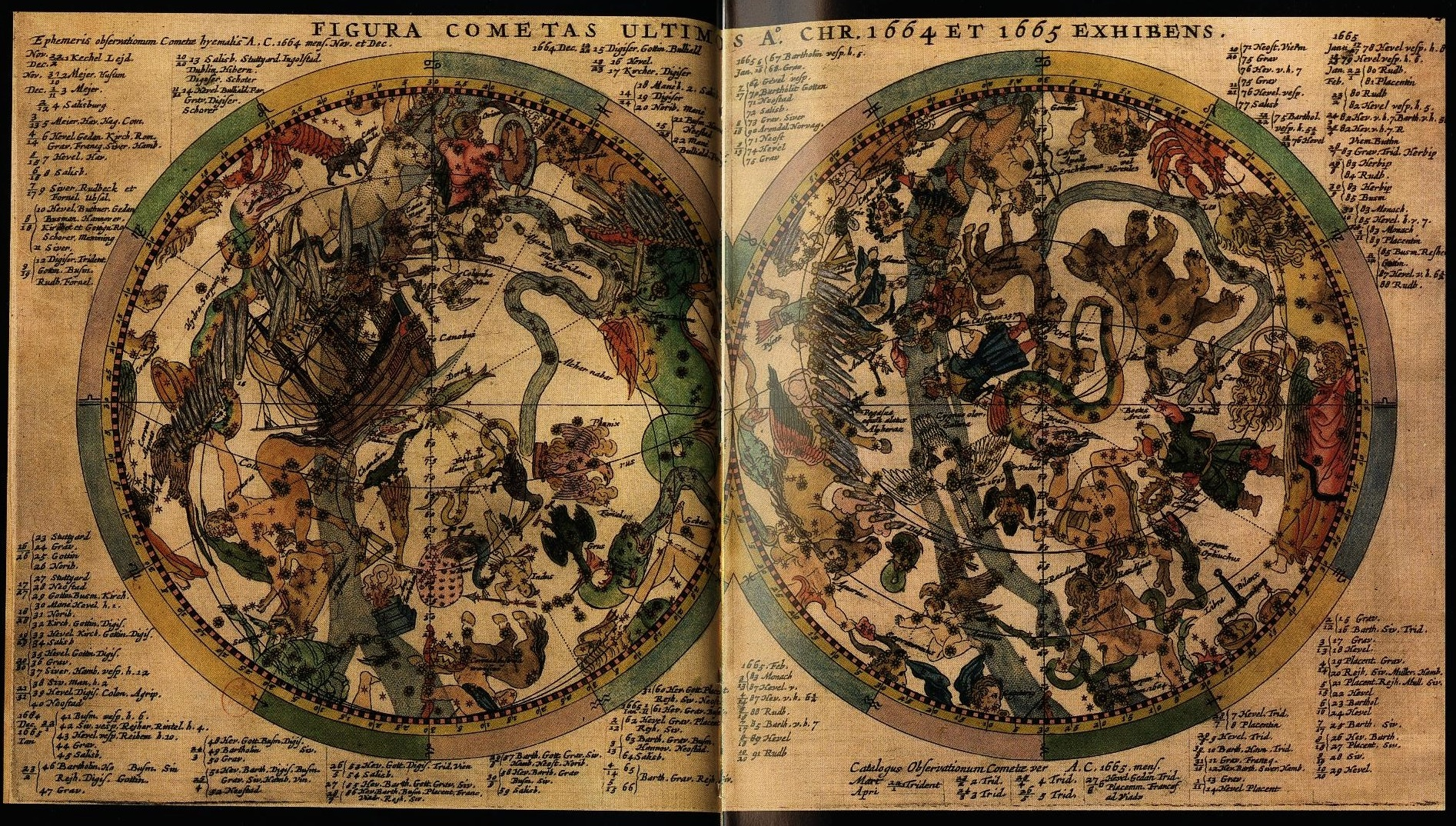
Der Himmel – Ordnung und Chaos der Welt (Bd. 16)
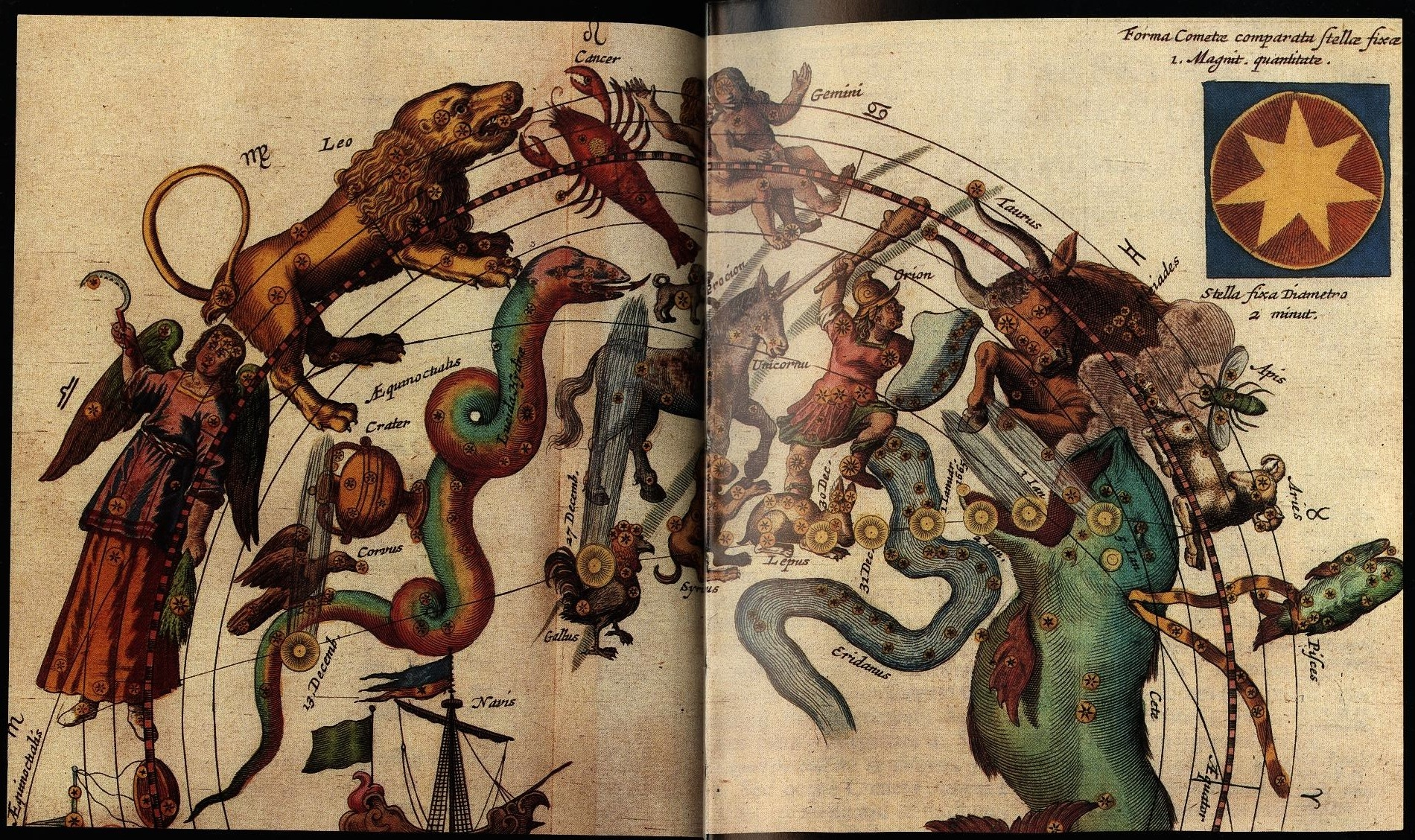
Der Himmel – Ordnung und Chaos der Welt (Bd. 16)
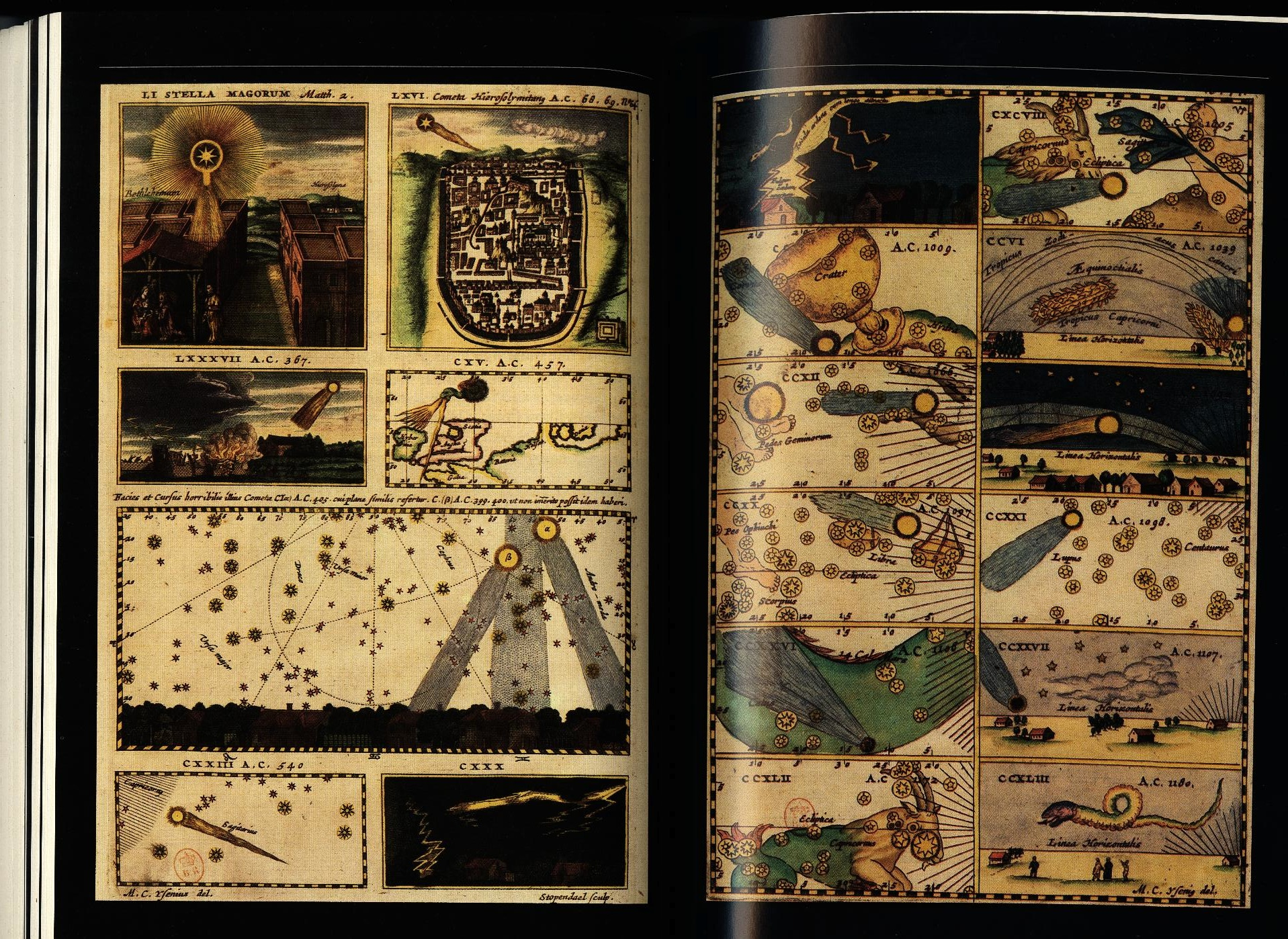
Der Himmel – Ordnung und Chaos der Welt (Bd. 16)
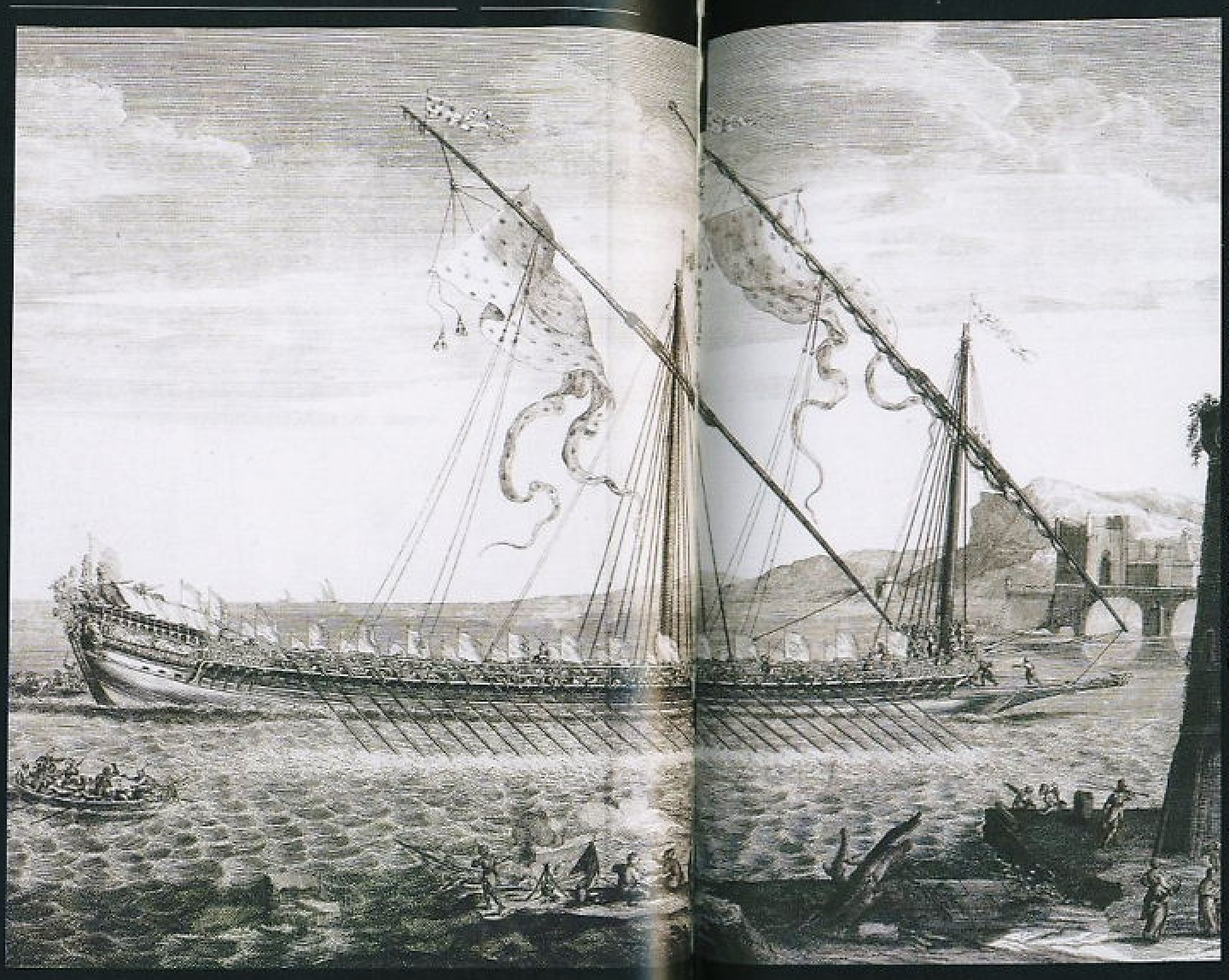
Venedig und die Galeeren (Bd. 17)
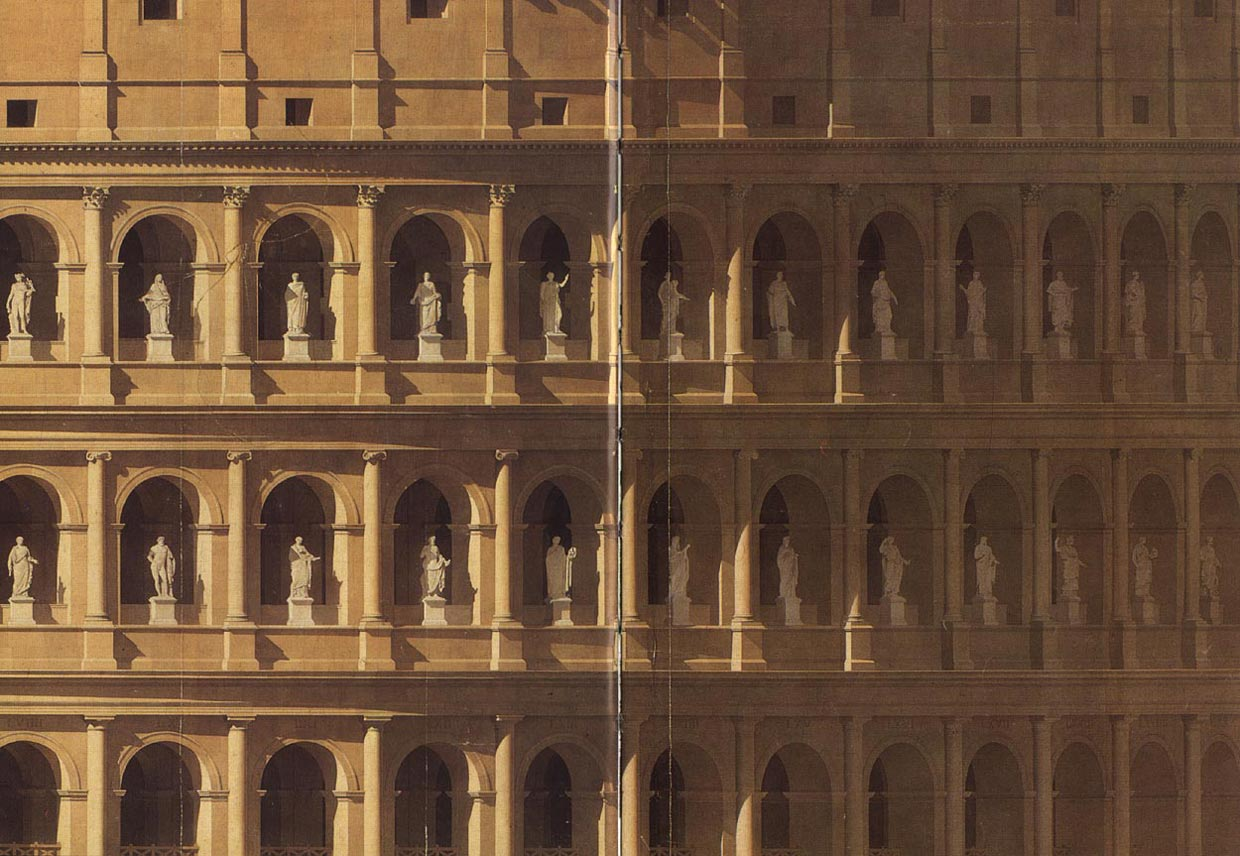
Rom – Wiederentdeckung einer antiken Stadt (Bd. 27)
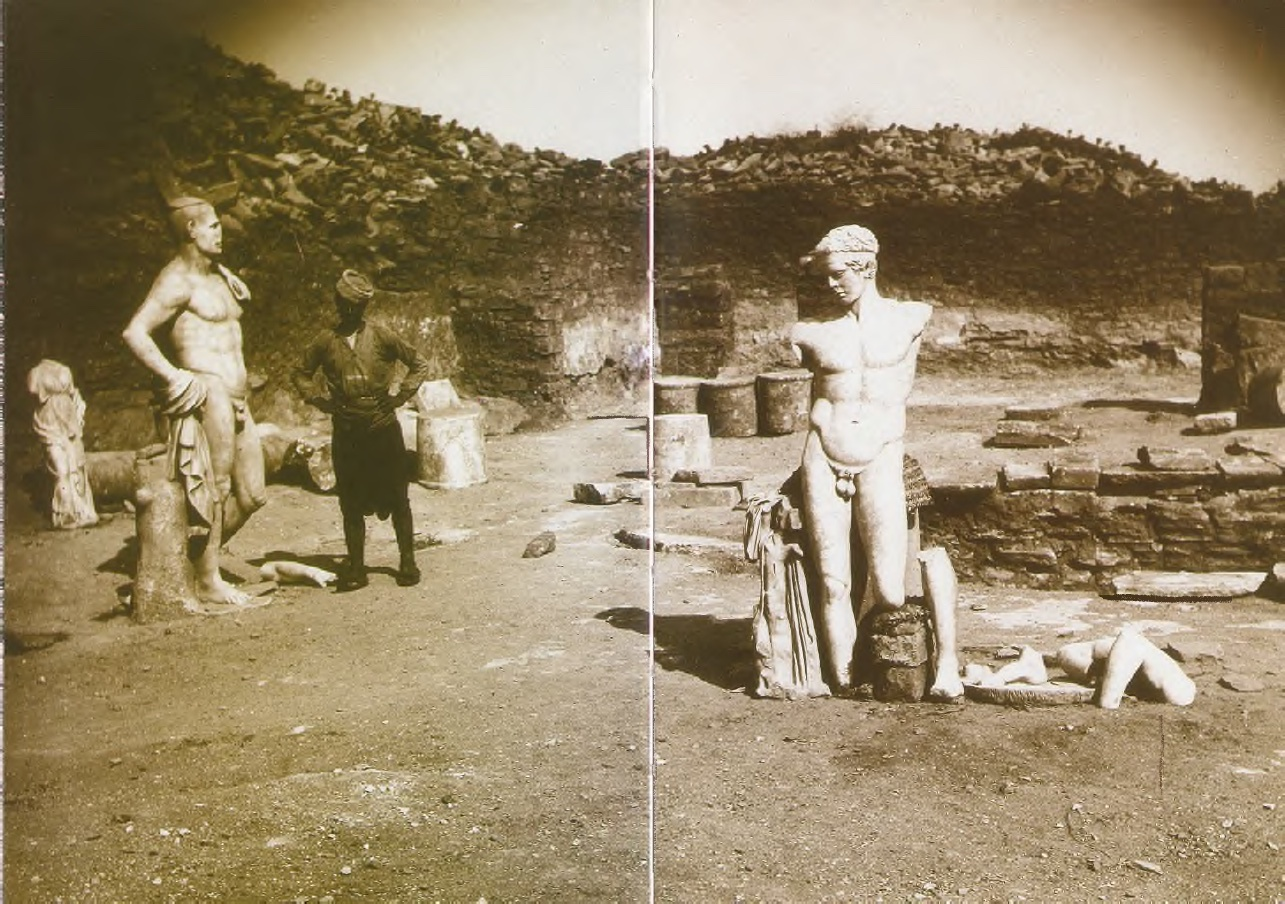
Griechenland – Die Wiederentdeckung der Antike (Bd. 31)
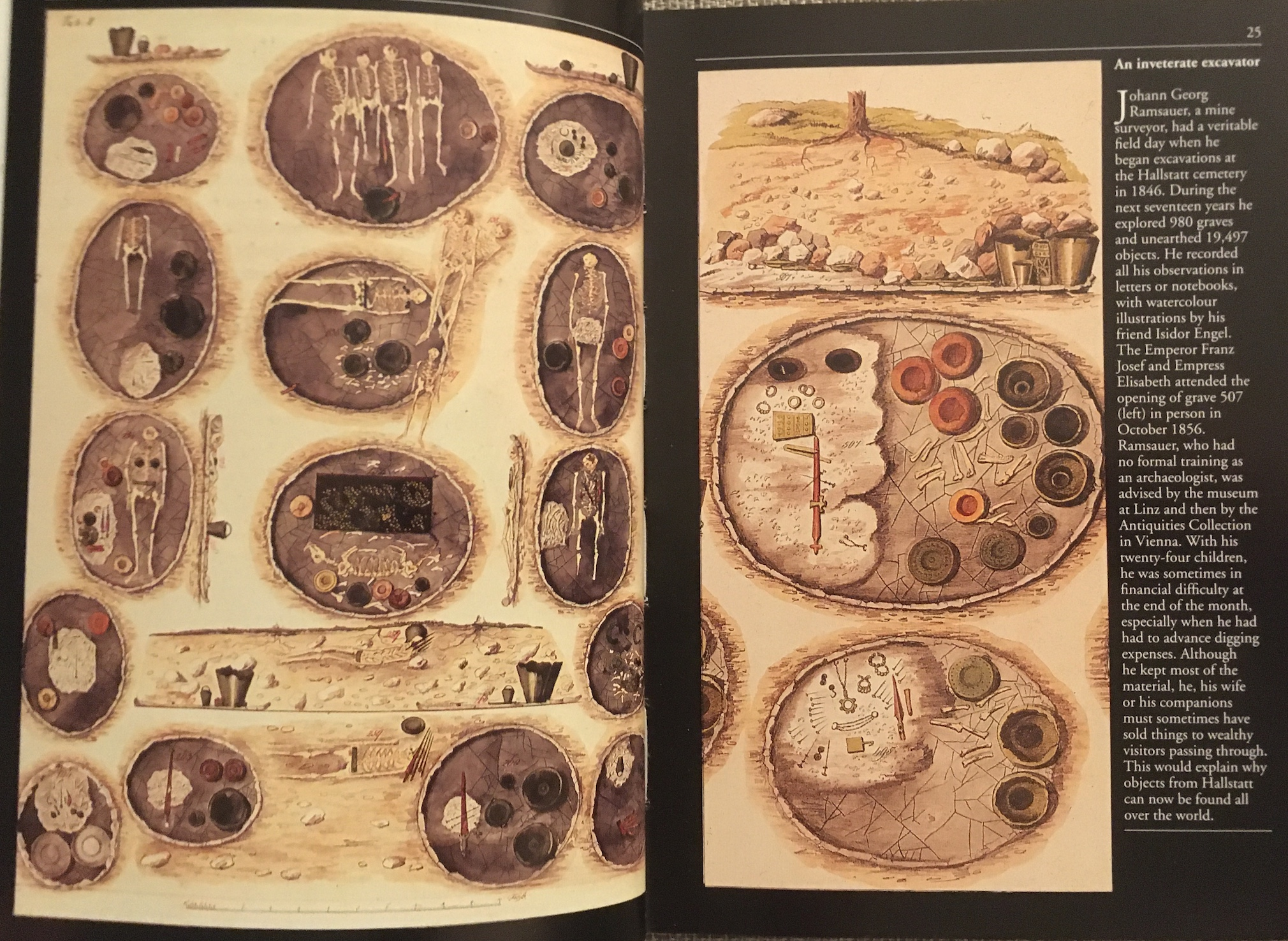
Die Kelten (Bd. 45)